# Juan José García Granero
Juan José García Granero (Madrid, 26 d'abril de 1981) és un futbolista madrileny, que ocupa la posició de migcampista. Ha estat internacional amb les seleccions inferiors espanyoles.
Format al planter del Reial Saragossa, hi va debutar a primera divisió a la campanya 04/05, tot jugant quatre partits. Un any abans havia destacat a l'Elx CF, a la categoria d'argent.
Posteriorment ha militat al Xerez CD, a la UD Vecindario i a l'Ionikos FC grec.